# Gol dell'anno AIC
Il riconoscimento per il Miglior gol AIC è un premio calcistico assegnato nella serata del Gran Galà del calcio AIC (noti in precedenza come Oscar del calcio AIC) dall'Associazione Italiana Calciatori.
È premiato il calciatore autore del gol più bello della precedente stagione calcistica di Serie A. Il premio è stato istituito nel 2004 e, dopo non essere stato assegnato dal 2011 al 2017, è stato riassegnato dal 2018. 
Il detentore del premio è il francese Marcus Thuram, che lo ha vinto nel 2024 con la maglia dell'Inter, per il gol segnato in Inter-Milan del 16 settembre 2023.

## Formula
A partire dall'edizione del 2018, gli organizzatori del Gran Galà selezionano un numero variabile di gol. Le reti selezionate vengono poi votate direttamente sul sito della manifestazione dai tifosi. Il gol che riceve più preferenze vince il premio.

## Albo d'oro

### Oscar del calcio
| Edizione | Giocatore          | Squadra  | Partita                                   |
| -------- | ------------------ | -------- | ----------------------------------------- |
| 2004     | Andrij Ševčenko    | Milan    | Roma - Milan (6 gennaio 2004)             |
| 2005     | Francesco Totti    | Roma     | Inter - Roma (26 ottobre 2005)            |
| 2006     | Francesco Totti    | Roma     | Sampdoria - Roma (26 novembre 2006)       |
| 2007     | Riccardo Zampagna  | Atalanta | Fiorentina - Atalanta (16 settembre 2007) |
| 2008     | Zlatan Ibrahimović | Inter    | Inter - Bologna (4 ottobre 2008)          |
| 2009     | Fabio Quagliarella | Udinese  | Napoli - Udinese (31 gennaio 2009)        |
| 2010     | Maicon             | Inter    | Inter - Juventus (16 aprile 2010)         |

### Gran Galà del Calcio
| Edizione | Giocatore              | Squadra       | Partita                               |
| -------- | ---------------------- | ------------- | ------------------------------------- |
| 2018     | Mauro Icardi           | Inter         | Inter - Sampdoria (18 marzo 2018)     |
| 2019     | Fabio Quagliarella     | Sampdoria     | Sampdoria - Napoli (2 settembre 2018) |
| 2020     | Non assegnato          | Non assegnato | Non assegnato                         |
| 2021     | Mattia Zaccagni        | Verona        | Spezia - Verona (3 gennaio 2021)      |
| 2022     | Theo Hernández         | Milan         | Milan - Atalanta (15 maggio 2022)     |
| 2023     | Khvicha K'varatskhelia | Napoli        | Napoli - Atalanta (11 marzo 2023)     |
| 2024     | Marcus Thuram          | Inter         | Inter - Milan (16 settembre 2023)     |

### Vincitori
- 2 premi
  - Fabio Quagliarella, Francesco Totti.

- 1 premio
  - Theo Hernández, Zlatan Ibrahimović, Mauro Icardi, Khvicha K'varatskhelia, Maicon, Andrij Ševčenko, Marcus Thuram, Mattia Zaccagni, Riccardo Zampagna.

### Statistiche

#### Vittorie per squadra
| Pos. | Squadra   | Premi |
| ---- | --------- | ----- |
| 1    | Inter     | 4     |
| 2    | Milan     | 2     |
| 2    | Roma      | 2     |
| 4    | Atalanta  | 1     |
| 4    | Napoli    | 1     |
| 4    | Sampdoria | 1     |
| 4    | Udinese   | 1     |
| 4    | Verona    | 1     |

#### Vittorie per nazionalità
| Pos. | Nazionalità | Premi |
| ---- | ----------- | ----- |
| 1    | Italia      | 6     |
| 2    | Francia     | 2     |
| 3    | Argentina   | 1     |
| 3    | Brasile     | 1     |
| 3    | Georgia     | 1     |
| 3    | Svezia      | 1     |
| 3    | Ucraina     | 1     |